# Unfinished Business (película)
Unfinished Business ("Negocios con resaca") es una película de comedia de 2015 dirigida por Ken Scott y escrita por Steven Conrad. La película es protagonizada por Vince Vaughn, Dave Franco, Tom Wilkinson, Sienna Miller y June Diane Raphael.

## Sinopsis
Un propietario trabajador y sus dos asociados viajan a Europa para cerrar el contrato más importante de sus vidas. Pero el viaje se va por las ramas.

## Elenco
- Vince Vaughn como Daniel "Dan" Trunkman.[1]
- Tom Wilkinson como Timothy McWinters.
- Dave Franco como Mike Pancake.[1]
- Sienna Miller como Chuck Portnoy.
- June Diane Raphael como Susan Trunkman.
- Nick Frost como Bill Whilmsley.
- James Marsden como Jim Spinch.
- Ella Anderson como Bess Trunkman.
- Britton Sear como Paul Trunkman.
- Carmen Lopez como Maid.

## Producción
La filmación empezó en noviembre de 2013, en Boston, Massachusetts. A principios de octubre de 2014, Vaughn y Miller volvieron a Boston para volver a grabar la película, en donde ambos actores fueron vistos.